# 中国人民解放军陆军第四十七集团军炮兵旅
陆军第四十七集团军炮兵旅（英語：Artillery Brigade, 47th Army），是曾经中国人民解放军陆军第四十七集团军下属的炮兵旅，2017年跟随集团军一同被裁撤。

## 历史概述
1952年7月26日，在陕西富平县由步兵第9师师部改编为炮兵第15师师部，师长吕仁礼、政治委员王展，下辖炮4团（西南军区调归）、炮8团（以第3军炮工团团部、教导队和观通连为基础组建）、炮37团（原华北炮兵暂编第9团改编）以及警卫连、通信连、运输连等直属分队。8月，师直增编指挥连、高炮营，撤销警卫连。10月，增编驾训队和速成学校。12月，炮10师所辖炮1团、炮2团拨归炮15师建制，炮37团调归炮14师建制。参加过金门炮战。
1985年9月，炮15师整编为炮1旅，隶属兰州军区建制，辖152加榴炮第1、第2、第3营，130加农炮第1、第2、第3营，130火箭炮营(1991年换装为122火箭炮)、汽车营、教导队、卫生队、特务连、侦察连、通信连、修理所，驻甘肃永登。
1992年10月，炮兵第1旅转隶陆军第47集团军领导。
1998年8月，炮1旅改编为47集团军炮兵旅。原47集团军炮兵旅撤编。2017年炮兵旅跟随47集团军一同撤编。

## 沿革[2]
- 炮兵第十五师——（1952年7月26日-1985年9月）
- 兰州军区炮兵第一旅——（1985年9月-1992年10月）
- 陆军第四十七集团军炮兵第一旅——（1992年10月-1998年8月）
- 陆军第四十七集团军炮兵旅——（1998年8月-2017年4月）